# 基督教堂 (溫得和克)

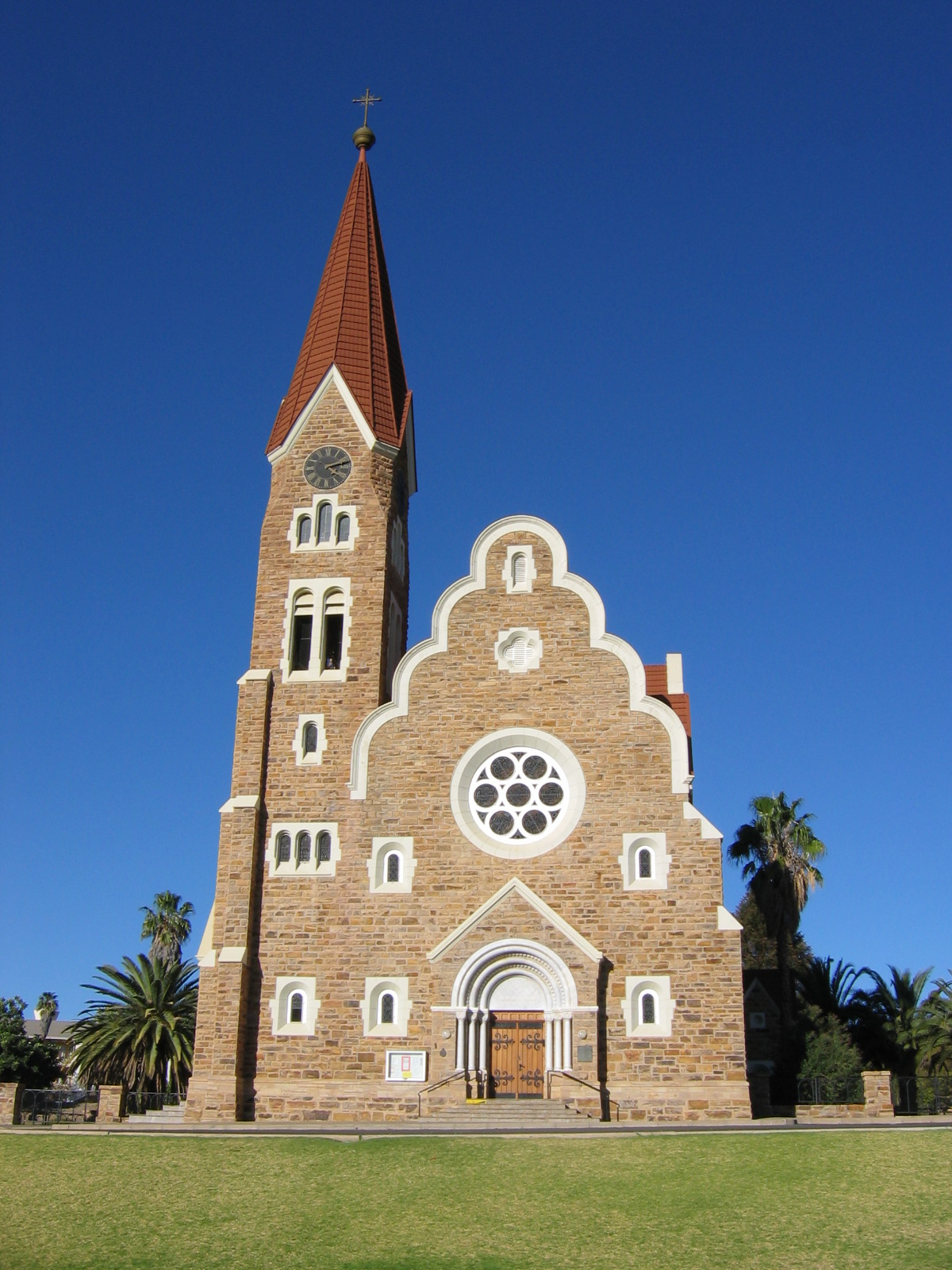
基督教堂

基督教堂（Christ Church）是位於纳米比亚温得和克的一座信義宗教堂，隸屬於纳米比亚讲德语的福音派路德教会。它是由建筑师戈特利布·雷德克设计。
教堂是在德意志人与科伊科伊人、 赫雷羅人和奥万博人之间的Herero Wars之后建造的，並於1907年8月11日奠基， 教堂于1910年10月16日正式投入使用。它最初名字叫作和平教堂（Church of Peace）。 
基督教堂是由从Avis Dam附近开采的石英砂岩建造的。該建築的風格受到羅曼復興式建築、新艺术运动和哥德復興式建築等建築風格的影响。 教堂的尖顶高度達到24米（79英尺）。 门廊由從意大利进口的卡拉拉大理石制成。 时钟和屋顶的一部分是从德国运来的。 

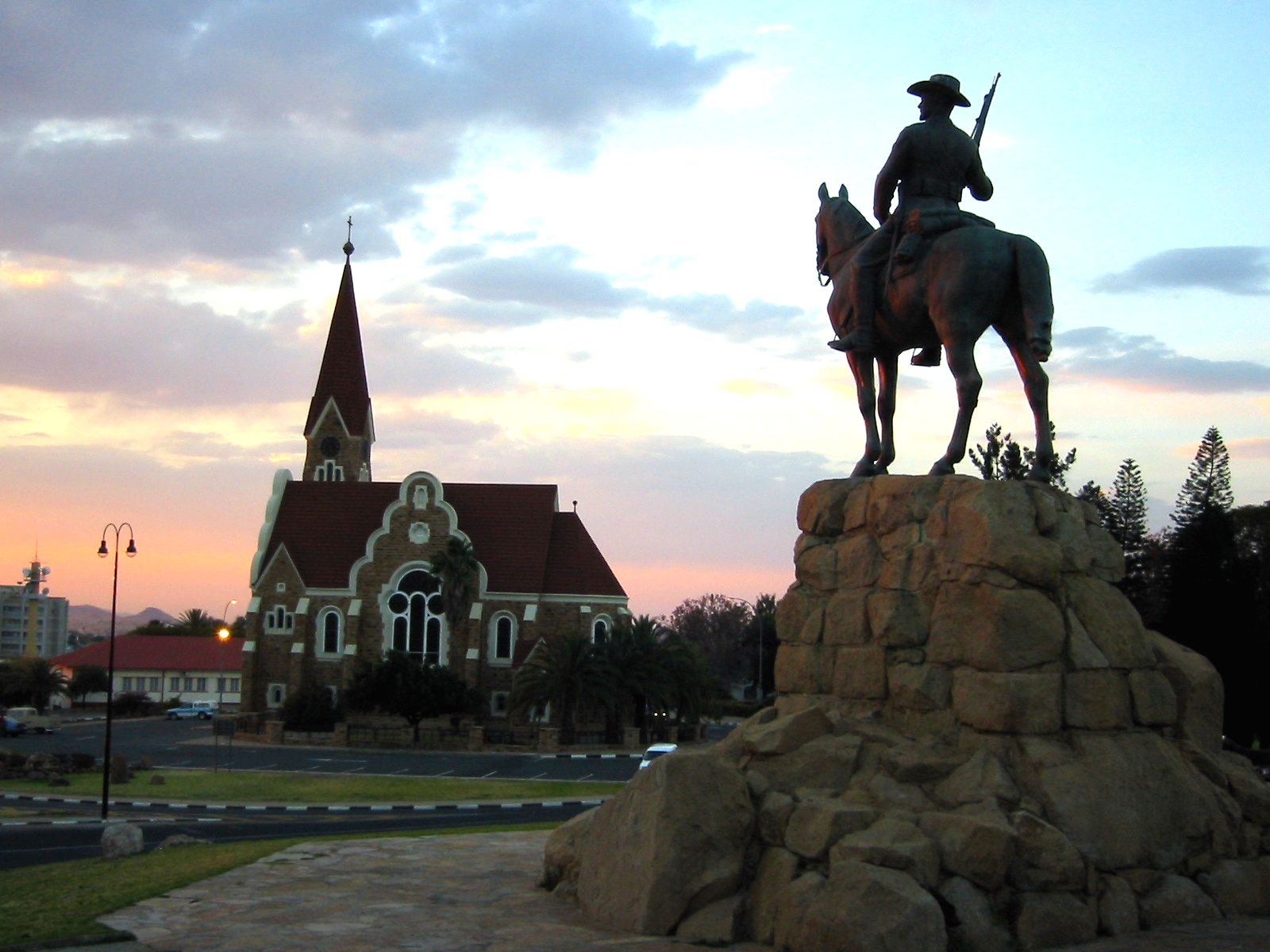
基督教堂和Reiterdenkmal, Windhoek